# Dustin Ware
Dustin Benison Ware (Atlanta, 12 aprile 1990) è un cestista statunitense, professionista in Europa.

## Palmarès
- Campionato macedone: 1

MZT Skopje: 2022-2023
- Coppa di Macedonia: 1

MZT Skopje: 2023